# Steen van Rosetta (Dirk Müller)
De Steen van Rosetta is een artistiek kunstwerk in Amsterdam-Oost.
Deze versie van de Steen van Rosetta is het werk van kunstenaar Dirk Müller. Het werd in 1979 geplaatst in Park Frankendael. Het werk bestaat uit een grote kei, die aan een zijde glad is gepolijst. Op die vlakke kant is een metalen plaat bevestigd met daarop een inscriptie in gefantaseerde runetekens. De steen staat langs een voetpad in de heemtuin van Park Frankendael en is deels door de flora overwoekerd.
Müller ontwierp meerdere steenplastieken waarbij hij een van de zijden glad polijste.